# Tesopobampo
Tesopobampo (del idioma yaqui "peña en el agua") es una ranchería del municipio de Cajeme ubicada en el sur del estado mexicano de Sonora, en la zona del valle del Yaqui. Según los datos del Censo de Población y Vivienda realizado en 2020 por el Instituto Nacional de Estadística y Geografía (INEGI), Tesopobampo tiene un total de 529 habitantes.

## Geografía
Tesopobampo se sitúa en las coordenadas geográficas 27°25'27" de latitud norte y 109°48'51" de longitud oeste del meridiano de Greenwich, a una elevación de 63 metros sobre el nivel del mar.